# Борзаківський Пилип
Пили́п Борзаківський (*до 1695 - †1765) — український історик, канцелярист Генеральної військової канцелярії за гетьманів І. Скоропадського та П. Полуботка. Один із авторів козацького Діаріуша - хроніки державних справ Гетьманщини. 
Навчався у Києво-Могилянській академії. 

## Життєпис
За урядовим дорученням, вів «Журнал, си єсть насущная записка дел, в войсковой єнералной канцелярій приключаючыхся, от смерти ясновелможного, его м[и]л[ос]ти пана Іоанна Скоропадского, войск его императорского всепресвьтляшого величества запорожских обоих сторон Днепра гетмана, наченшаяся року 1722, месяца іюля 3 дня», тобто вів щоденні записи про діяльність гетьманського уряду П. Полуботка і про його постійне змагання з правителем Українськой колегії бригадиром С. Вельяміновим. 
Довів записи до кінця 1722, після чого їх продовжив П. Ладинський. Записки вів канцелярським викладом, що об’єктивно зафіксовували події й відбивали політичну обстановку. «Журнал» Борзаківського, частково виданий Олександром Лазаревським, є прямим продовженням діаріушних записів М. Ханенка (1722).
Не раз виконував різні доручення уряду.

## Щоденник
Щоденник, що охоплює події в Гетьманщині від 13 (02). VII 1722 по 10. III (27. II) 1723. У ньому коротко занотовано зміст ухвалених українським урядом постанов, розпоряджень, інструкцій, промеморій, указів, а також урядових листів, надісланих до різних інстанцій та установ. Від 12 (01). III 1723 по 11. I 1724 (31. XII 1723) ведення Діаріуша продовжував Павло Ладинський. 
Викладені в Діаріуші події пов'язані з обмеженням царським урядом політичної автономії Лівобережної України, запровадженням Малоросійської колегії, спробами українського уряду на чолі з наказним гетьманом Павлом Полуботком домовитися про відновлення виборів гетьмана, а також ліквідацію зборів у царську казну з різних станів тогочасного українського суспільства. Містить докладний опис життя і побуту старшини, подає характеристики окремих її представників. 
Частина документу 1898 опублікована Олександром Лазаревським. Нині оригінал Діаріуша зберігається в Інституті рукопису Національної бібліотеки України імені Вернадського.